# Osolando Judice Machado
Osolando Judice Machado (Rio de Janeiro, 21 de julho de 1914 – 22 de abril de 1990) foi um médico brasileiro.
Graduado em medicina pela Faculdade de Medicina da Universidade do Brasil em 1938. Foi eleito membro da Academia Nacional de Medicina em 1964, sucedendo Manuel Dias de Abreu na Cadeira 90, que tem Oswaldo Cruz como patrono. Foi presidente da Sociedade Brasileira de Cancerologia de 1954 a 1956.